# TT100

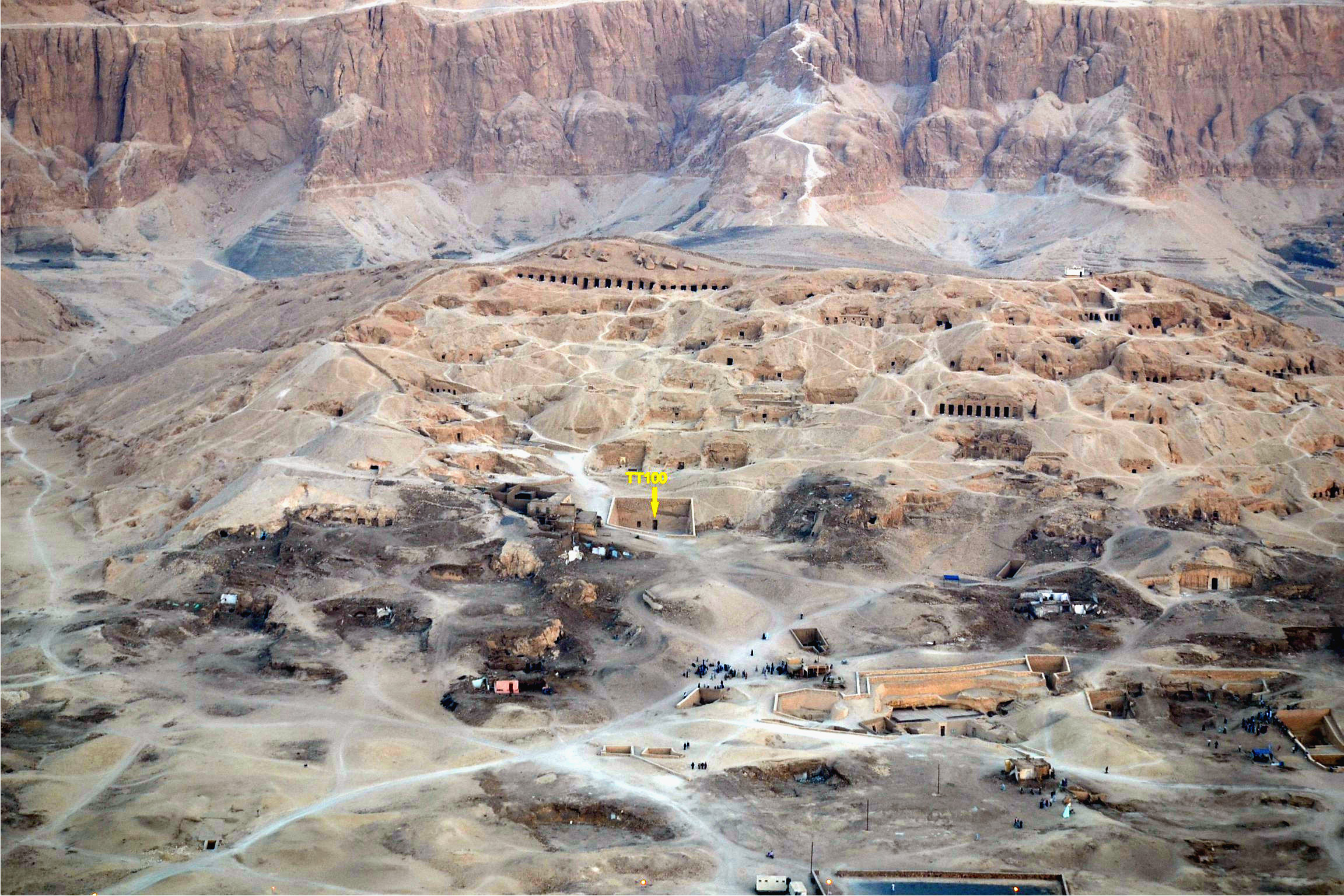
A TT100 Sejh Abd el-Kurnában

A TT100-as (Theban Tomb 100) sír a thébai nekropolisz egy magánsírja. A temetkezési terület mai Sejh Abd el-Kurna nevű térségének közepén helyezkedik el a Nílus nyugati partjának hegyei között. A Ramesszeum északi sarkától 345 méterre északra, Hatsepszut Dejr el-Bahari-i templomától 770 méterre délre fekszik, nem egészen 150 méterre Ramosze TT55-ös komplexumától. A közelében más újbirodalmi sírok találhatók, mint Szennofer TT96-os, vagy Szenneferi TT99-es sírjai, illetve középbirodalmi szaffsírok, mint Ineni TT81-es nyughelye.
A sír tulajdonosa Rehmiré, Felső-Egyiptom vezírje, Uaszet kormányzója és Ré főpapja. Az építmény II. Amenhotep uralkodása alatt készült, a XVIII. dinasztia korában. A kornak megfelelő T-alaprajzú alépítményű, de sírkamrára semmi sem utal. Kiképzése hasonló a szaffsírokéhoz, de az oszlopsor elmarad, egy trapéz alakú udvarról nyílik a szentély bejárata. Az udvar 23 méter széles, hosszabbik oldala 23 méter, rövidebbik 18 méter hosszú. Észak felé, a bejárat irányába lejtős. Talán nem sír volt, hanem Rehmiré halotti kultuszának színhelye.
A bejárat mögött keresztfolyosó található, amelynek közepéből egy fokozatosan magasodó folyosó indul, amely azonban nem vezet sírkamrába. A folyosó végén csak egy szoborkamra van, ahol egykor a halott családtagjainak szobrai állhattak, mint Ineni sírjában. A falak mindenhol színes festményekkel és feliratokkal fedettek. A sír az ókor óta nyitott, mégis jó állapotban maradtak meg a művészi alkotások.

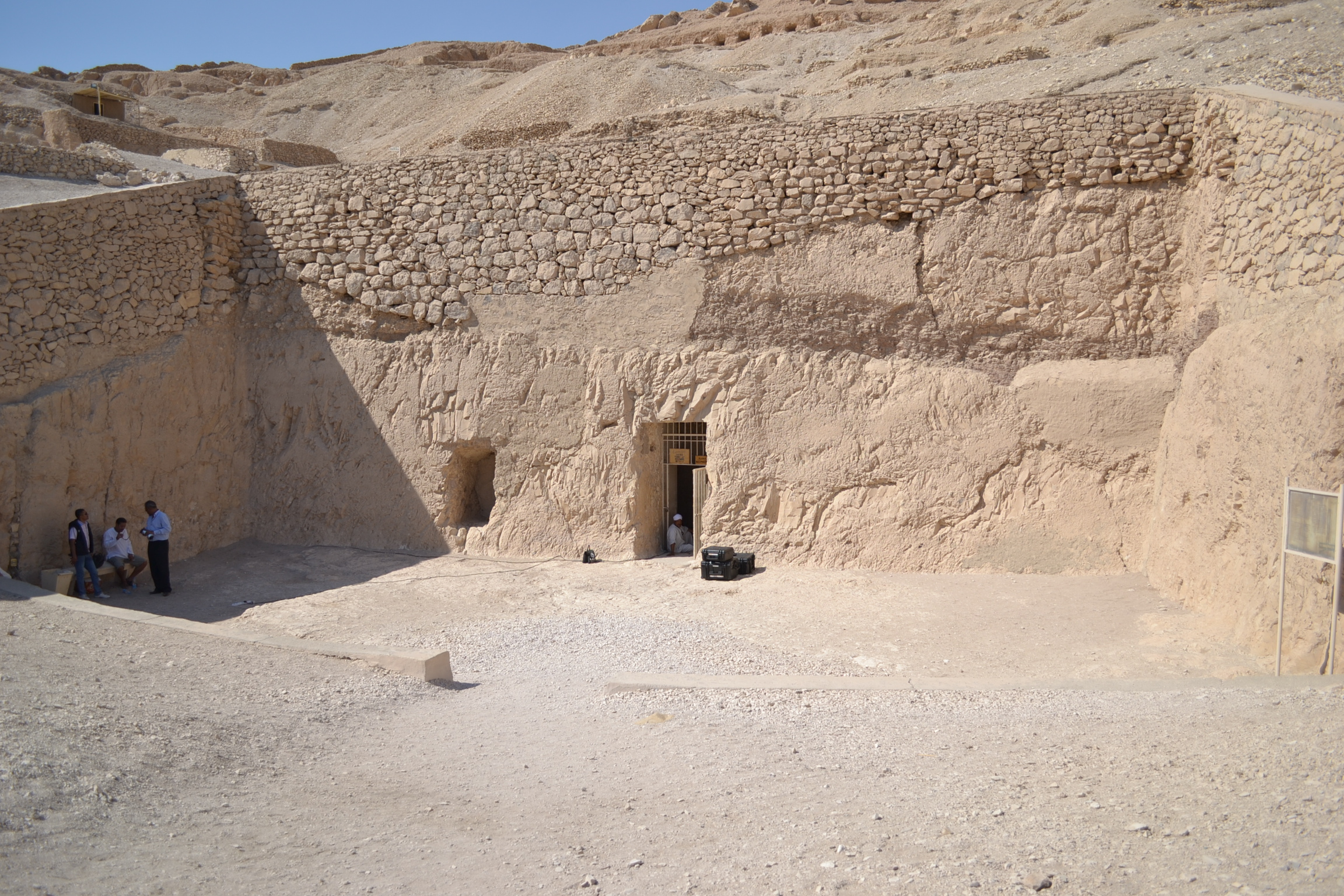
Rehmiré sírja a TT100, Sejh Abd el-Kurna
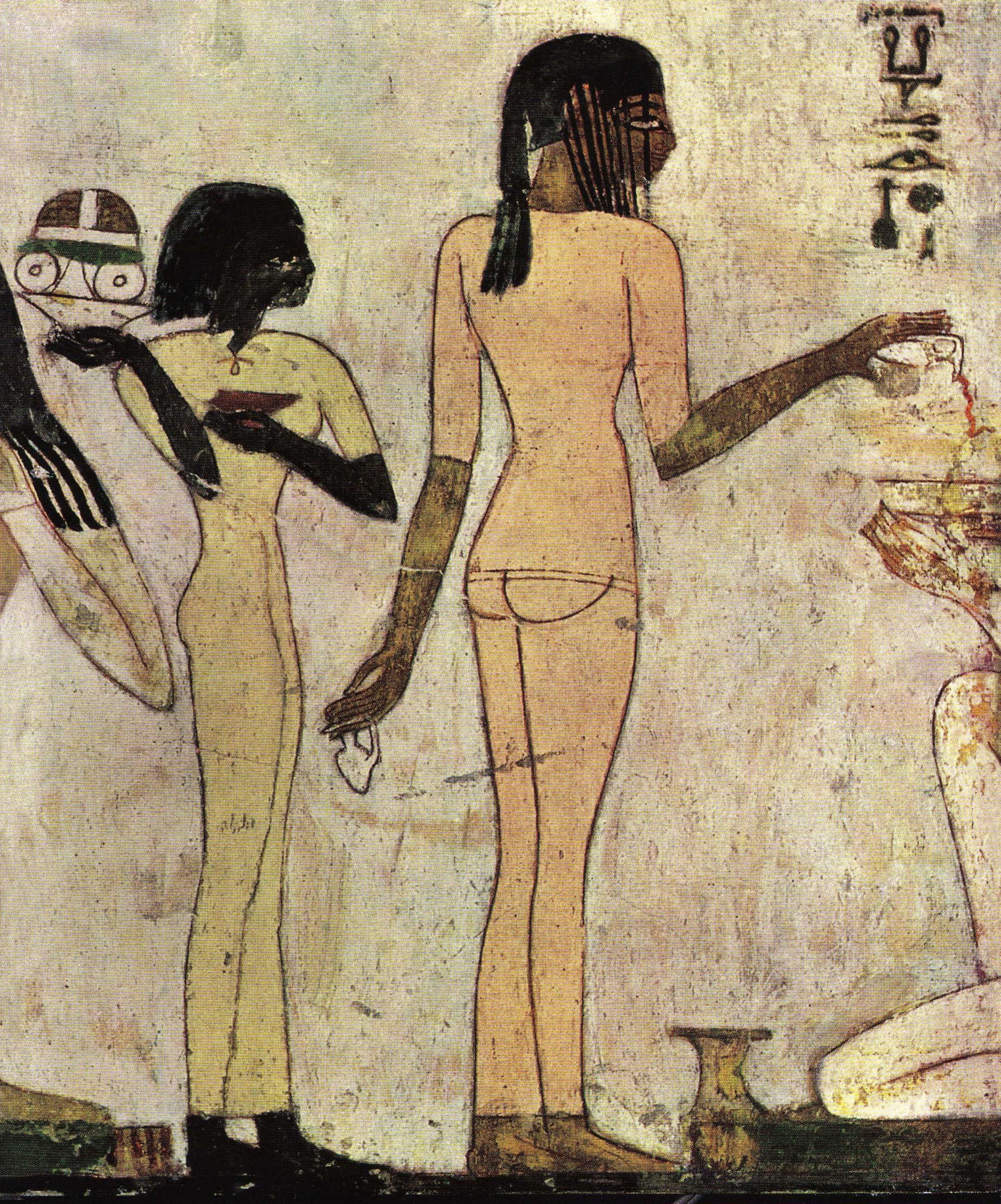
Szolgálóleányokat ábrázoló falfestmény-részlet
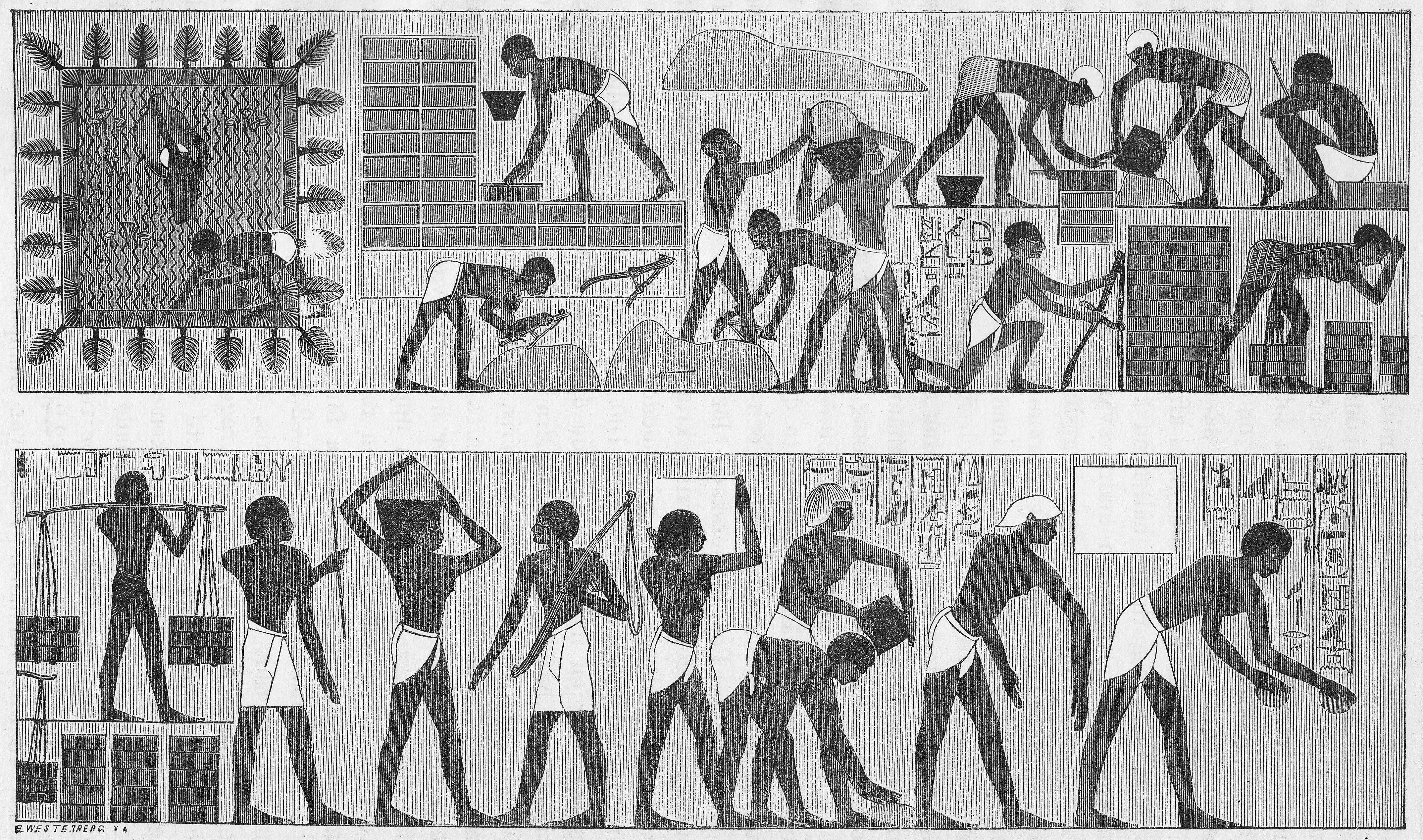
A mindennapi élet ábrázolása
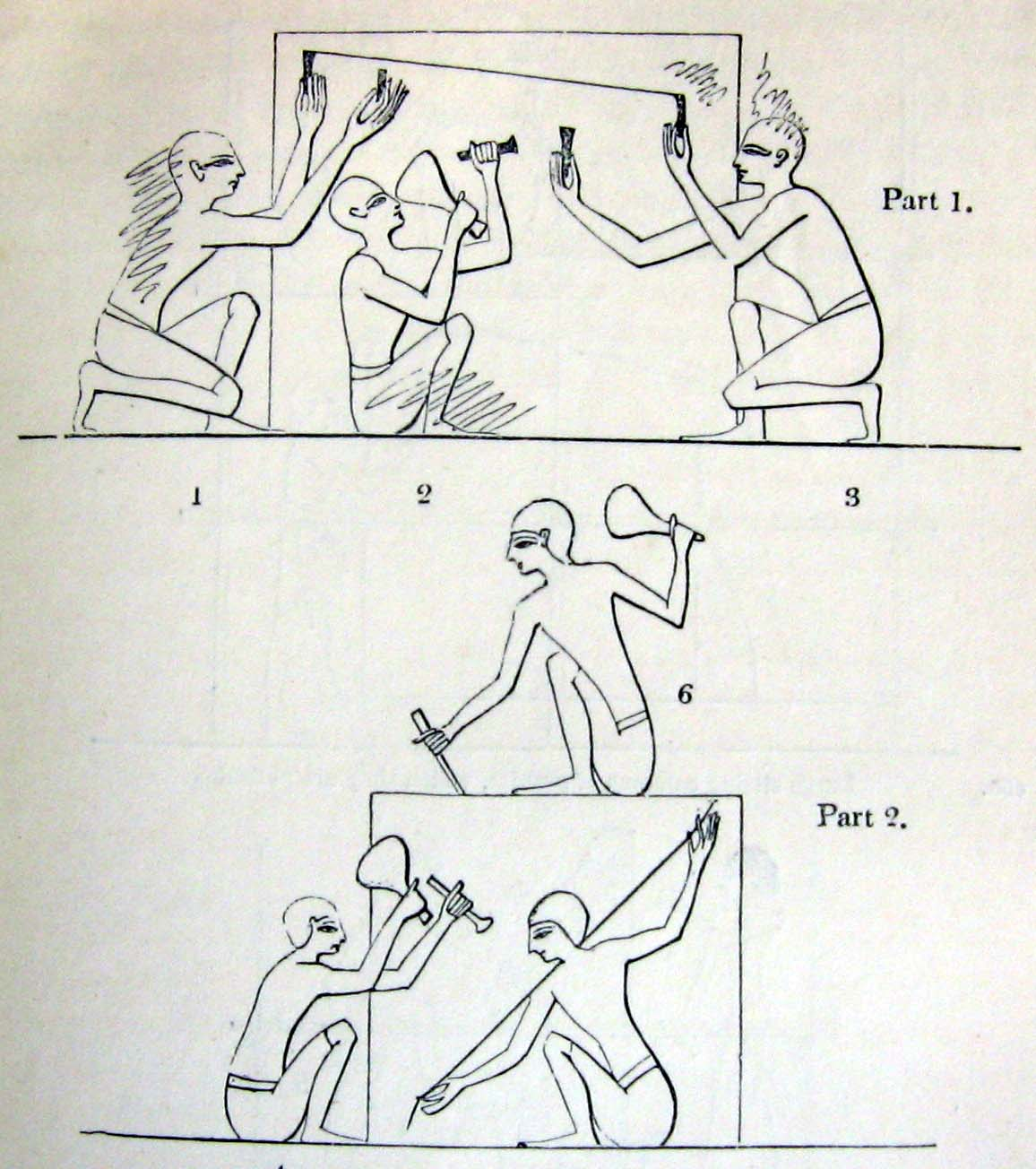
Kőfaragók